# Furisode
Furisode (振袖), (Hán-Việt: Chân Tụ) (nghĩa đen là: tay áo phấp phới) là kiểu kimono dài tay, với chiều dài tay áo từ 85 cm (33 in) cho loại kofurisode (小振袖, tiểu chân tụ n.đ. 'tay áo ngắn phấp phới') , đến 114 cm (45 in) cho loại ōfurisode (大振袖, đại chân tụ n.đ. 'tay áo rộng phấp phới') . Furisode là kiểu kimono trang trọng nhất được mặc bởi những phụ nữ trẻ chưa lập gia đình ở Nhật Bản .

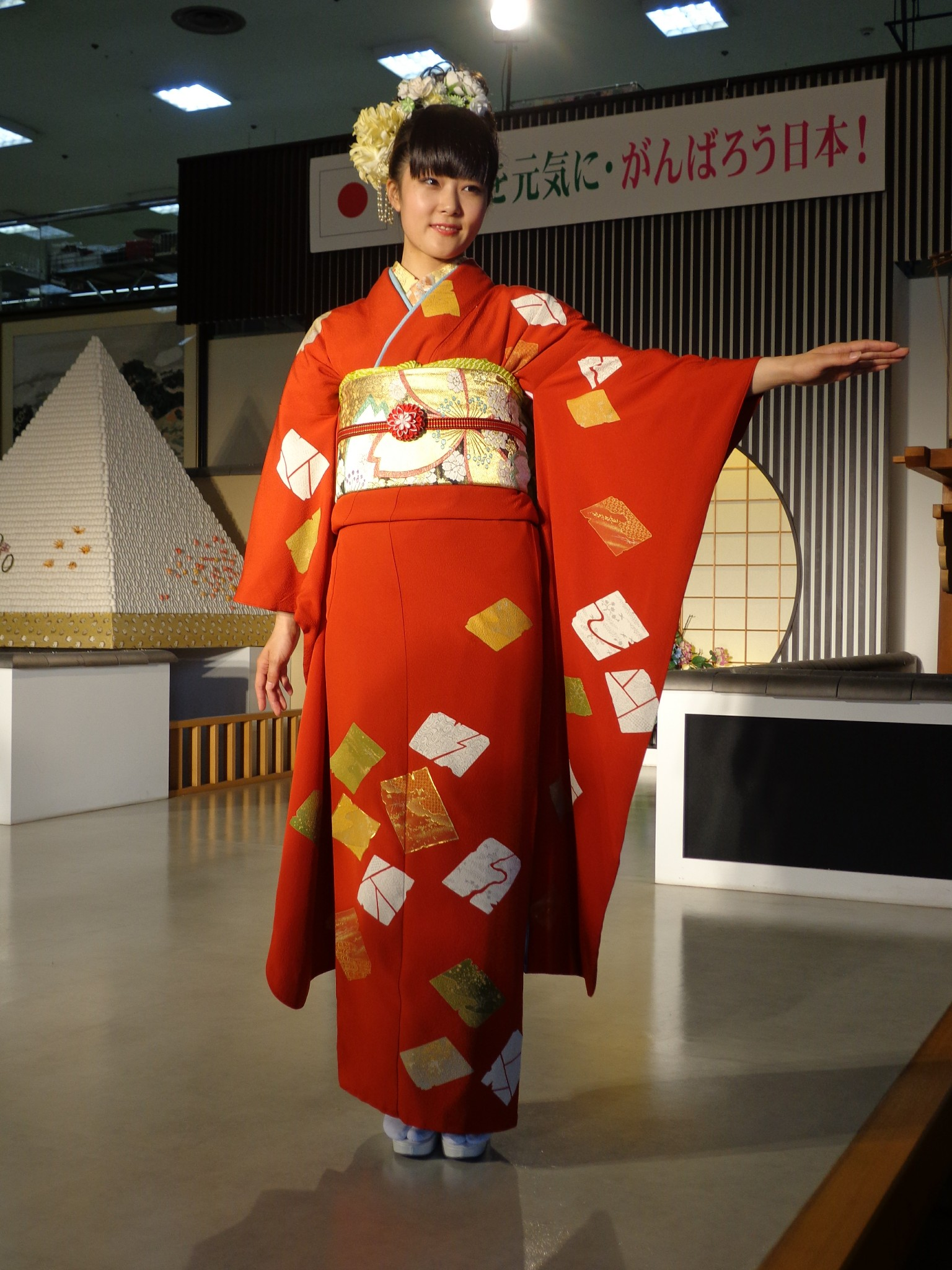
Phụ nữ Nhật Bản độc thân mặc furisode

Giống như tất cả các bộ kimono dành cho phụ nữ, tay áo chỉ được gắn vào phần thân  liền vai, với mép trong để hở qua vai. Điều này vừa cho phép áo lót bên trong ( juban ) được lộ ra khi mặc, vừa cho phép thắt obi quanh người phía trên hông. Tương tự như  những bộ kimono trang trọng khác, Furisode chủ yếu được may từ lụa và được trang trí bằng màu sắc tươi sáng để thể hiện sự trẻ trung. Furisode thường được các bậc cha mẹ thuê hoặc mua cho con gái vào ngày Lễ Thành niên vào năm bước sang tuổi 20.
Trong những thập kỷ trước, đặc biệt là trước Thế chiến thứ hai, chỉ những phụ nữ trẻ chưa lập gia đình mới mặc furisode, vì quan niệm tuổi trẻ độc thân của một người phụ nữ sẽ kết thúc khi họ bước vào cuộc sống hôn nhân; tuy nhiên, do tỷ lệ kết hôn ở độ tuổi thanh niên thời bấy giờ cao nên rất ít phụ nữ chưa kết hôn ngoài 20 tuổi mặc furisode, có nghĩa là những phụ nữ lớn tuổi chưa lập gia đình vào thời đó sẽ không bao giờ mặc loại trang phục này. Mặc dù furisode được mặc cho các sự kiện trang trọng, nhưng cũng có loại furisode được sử dụng cho những dịp kém trang trọng hơn - trang phục sẽ có tay áo ngắn và trang trí nhẹ nhàng hơn và được mặc cho các sự kiện ít trang trọng hơn hoặc được mặc như một loại trang phục hàng ngày.
Ngày nay, furisode sẽ mặc định được coi là trang phục trang trọng, mặc dù có một số yukata (kimono mùa hè) với thiết kế tay áo theo kiểu furisode. Furisode thường được dùng cho các hoạt động xã hội trang trọng như tiệc trà và đám cưới.
Các quy tắc về hình thức đối với kimono cũng đã được nới lỏng, đến mức sự khác biệt giữa việc mặc furisode và các loại kimono trang trọng khác hiện nay cũng gần như được xóa mờ. Thay vì phụ thuộc vào độ tuổi và tình trạng hôn nhân, việc mặc Furisode trở nên thoải mái hơn; bằng chứng là ngày nay, những phụ nữ trẻ ngoài hai mươi tuổi thường mặc kimono ngắn tay hơn. Cả phụ nữ trẻ đã kết hôn và chưa kết hôn cũng có thể chọn mặc các loại kimono trang trọng khác có tay áo ngắn hơn cho những sự kiện trang trọng, chẳng hạn như irotomesode - một loại Furisode tay ngắn, cũng như mặc trang phục phương Tây trang trọng nhiều hơn là Kimono.

## Trong văn hóa đại chúng
Tại Nhật Bản, phụ nữ trẻ thường mặc furisode trong "Lễ Thành niên".

## Lịch sử
Furisode ra đời từ giữa những năm 1500, vốn được dùng làm quần áo dành cho trẻ em thuộc tầng lớp trung lưu và thượng lưu và được mặc bởi cả bé trai và bé gái; ban đầu nó không phải trang phục dành cho người lớn. Vào thời kỳ sơ khai, furisode có tay áo tương đối ngắn và được sử dụng như một loại trang phục hàng ngày của những người có điều kiện tài chính. Theo thời gian, khi tay áo được may dài ra và có kích thước lớn hơn, furisode đã trở thành  kiểu Kimono chủ yếu được mặc vào những dịp đặc biệt. Theo một văn bản từ thế kỷ 17, vào thời đó, những bé trai có thể được mặc furisode cho đến năm 18 tuổi hoặc cho đến khi trải qua Lễ Thành niên, thường được tổ chức khi chúng bước vào độ tuổi cuối vị thành niên. Các bé gái được cho là sẽ ngừng mặc furisode sau khi kết hôn hoặc khi bước sang tuổi 20.

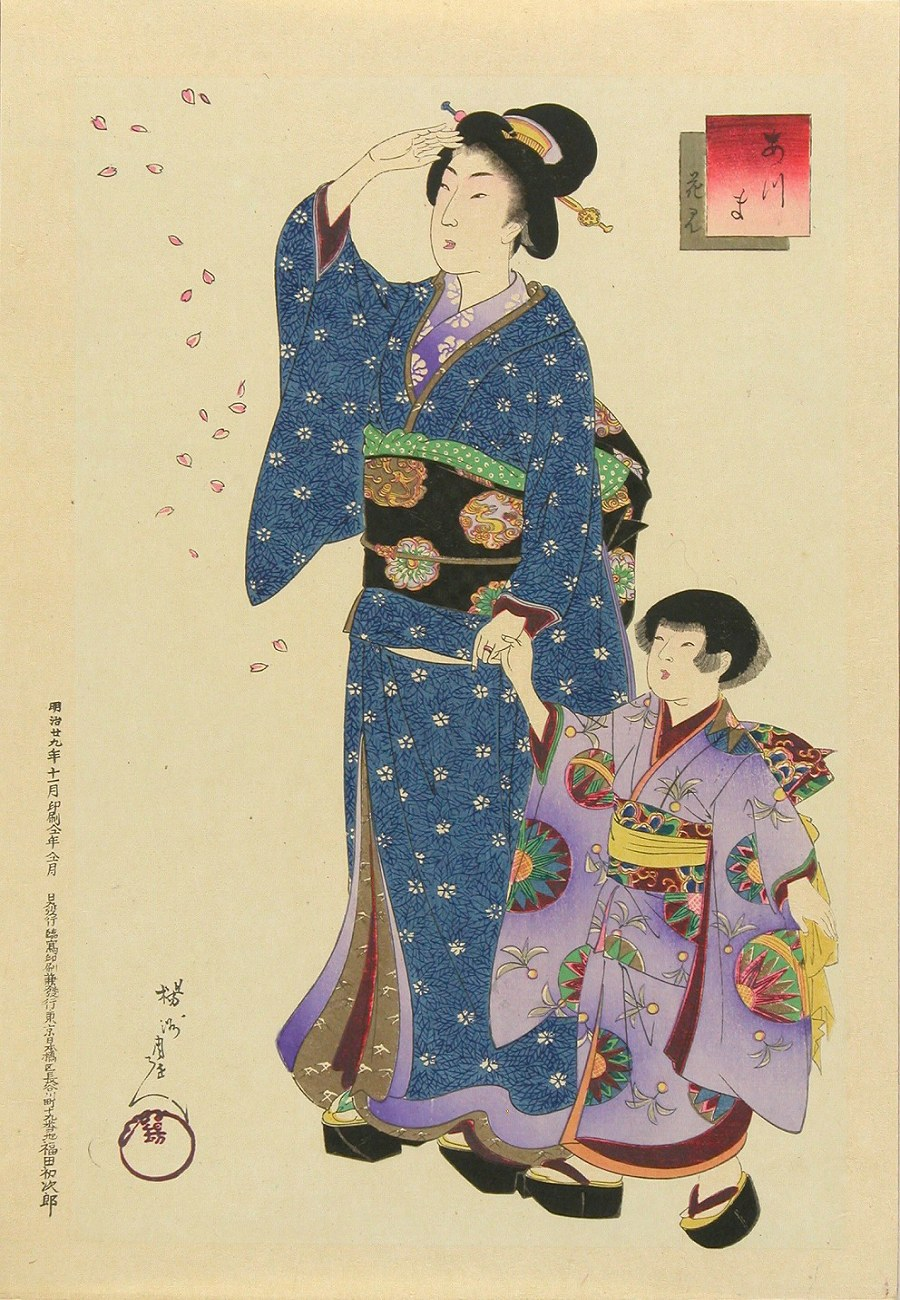
Một bé gái mặc furisode đi cùng mẹ vào thế kỷ 19 (tranh của Yōshū Chikanobu,)

Ban đầu, furisode không có sự khác biệt rõ rệt giữa hai giới, nhưng các thiết kế vải đã bắt đầu có sự khác biệt về mặt giới tính hơn vào thế kỷ 19. Vào thế kỷ 20, furisode đã trở thành loại trang phục hạn chế chỉ dành cho phụ nữ và trẻ em gái, như một phần của tính đặc trưng giới tính ngày càng được biểu hiện mạnh mẽ của quần áo trẻ em được phát triển sau ảnh hưởng của văn hóa phương Tây. Khi furisode ngày càng trở thành bộ trang phục gắn liền với phụ nữ trẻ trưởng thành, thuật ngữ này đã bị tách rời khỏi các thuật ngữ chỉ quần áo trẻ em với tay áo ngắn hơn, loại quần áo này có thuật ngữ chung chung hơn là wakiake (nghĩa đen là "hở mặt").

## Thư viện hình ảnh

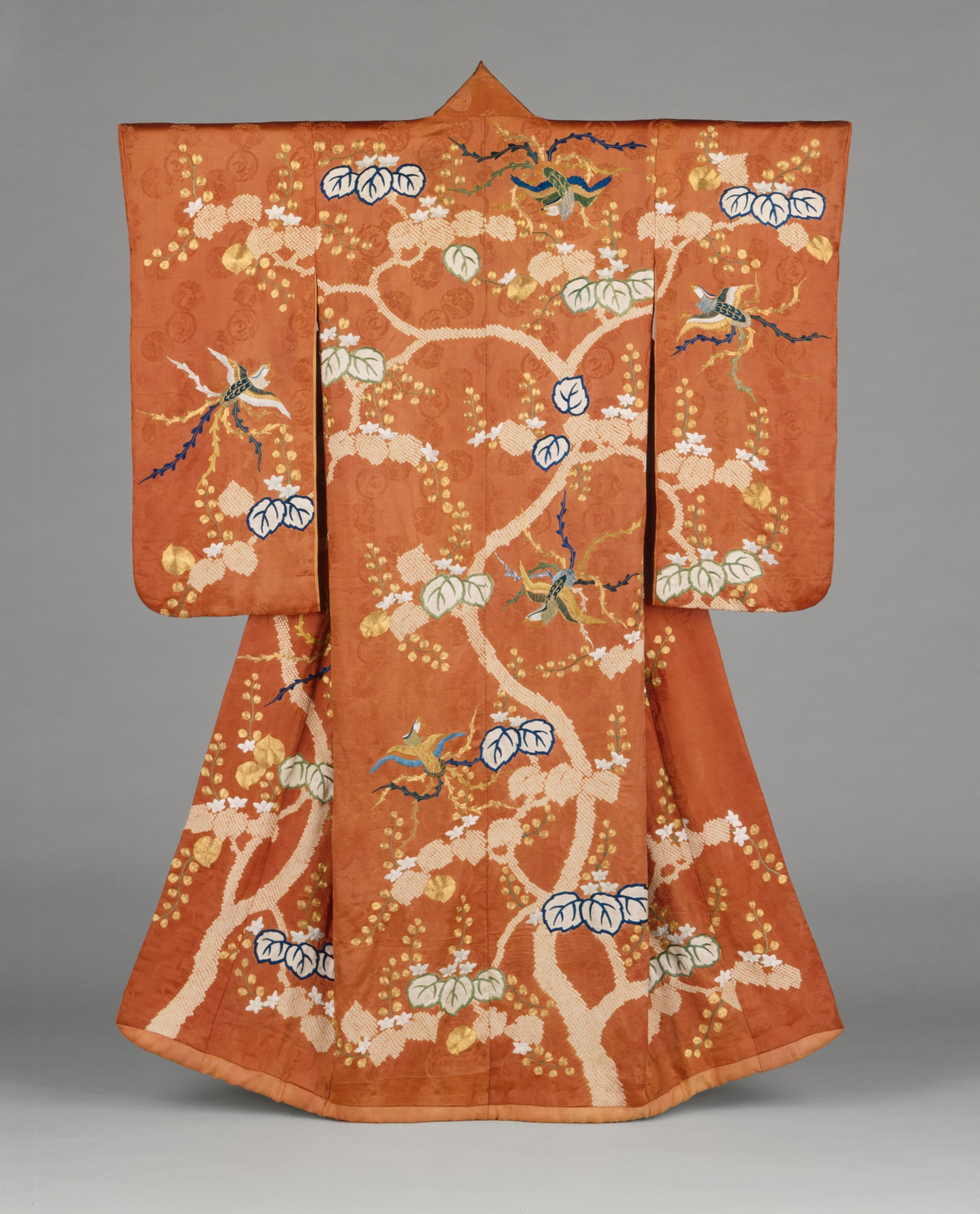
Furisode được trang trí hình cây paulownia và thêu phượng hoàng, Cuối thế kỉ 18- đầu thế kỉ 19th, Los Angeles County Museum of Art
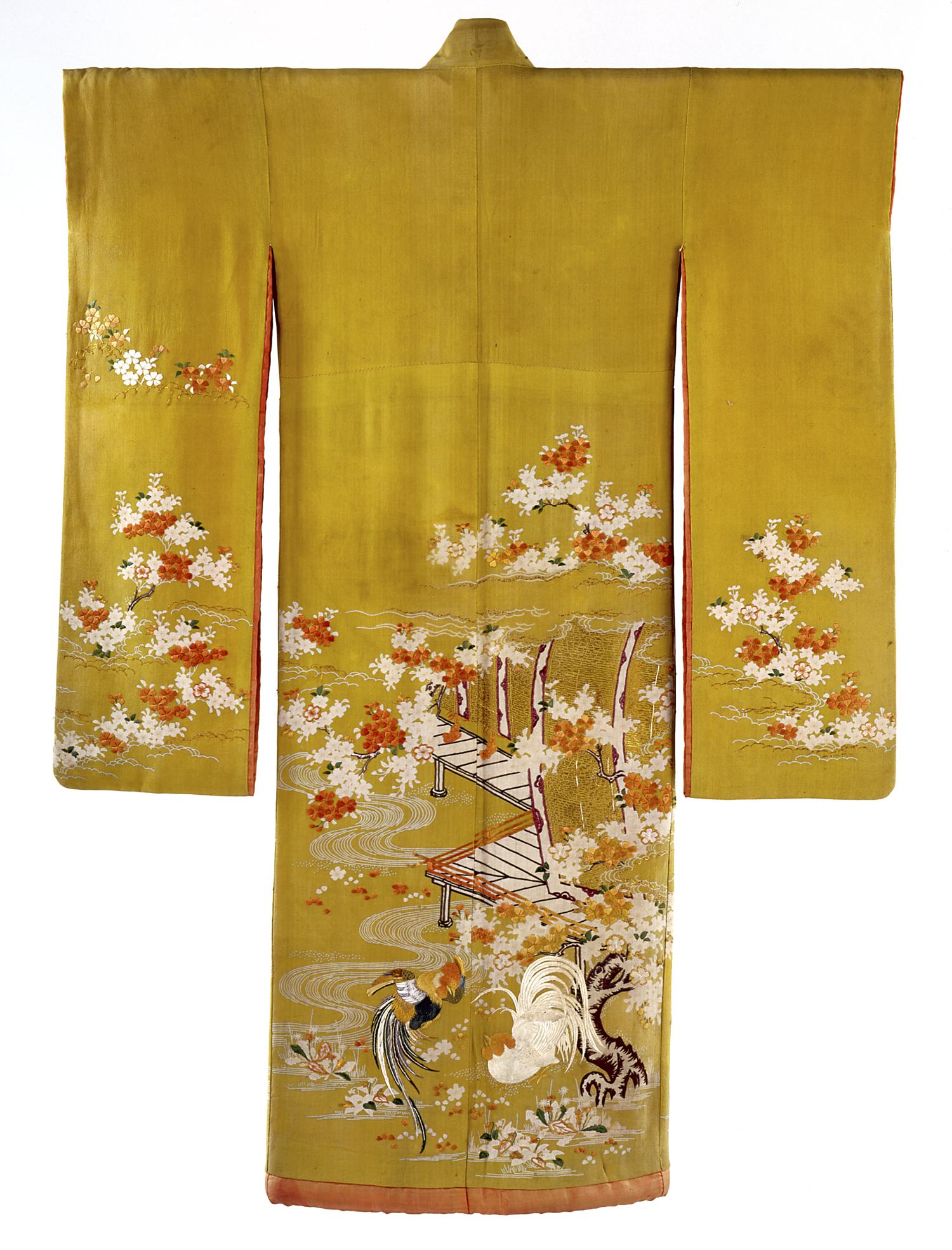
Furisode thế kỉ 19
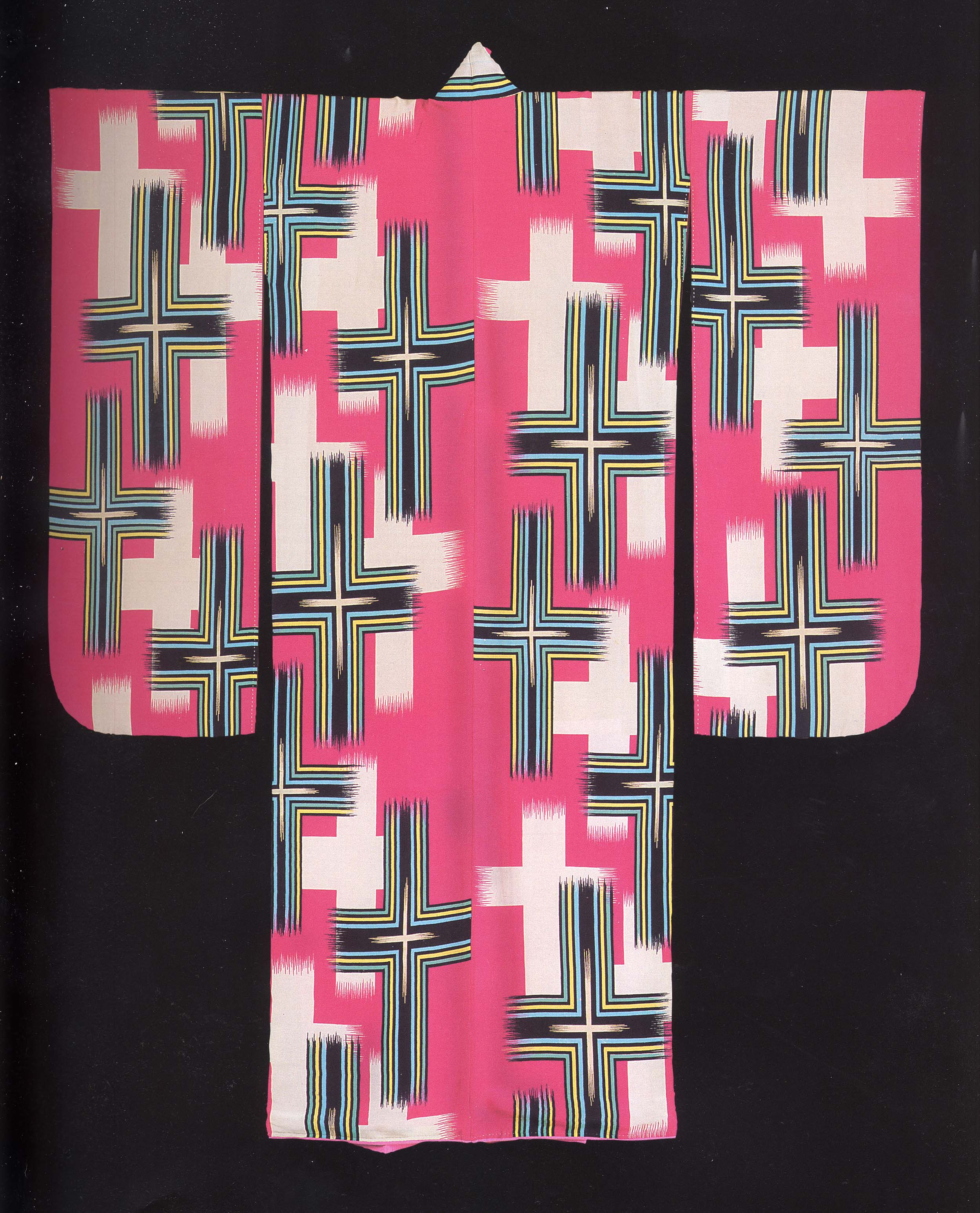
Furisode, Nhật Bản, 1920-1940, nguồn từ Khalili Collection of Kimono
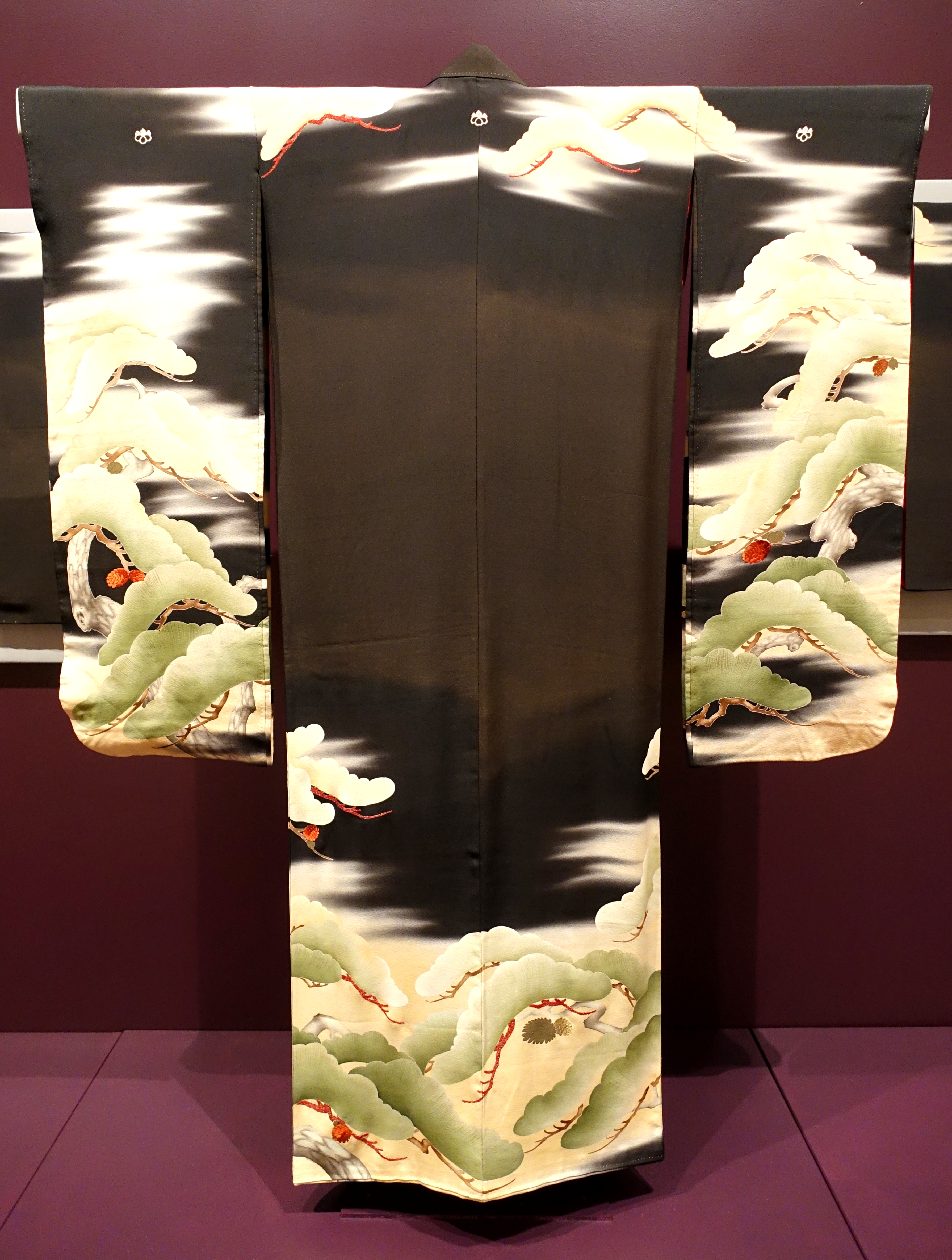
Furisode vào thập niên 1930, thuộc Bảo tàng Textile ( Đại học George Washington)
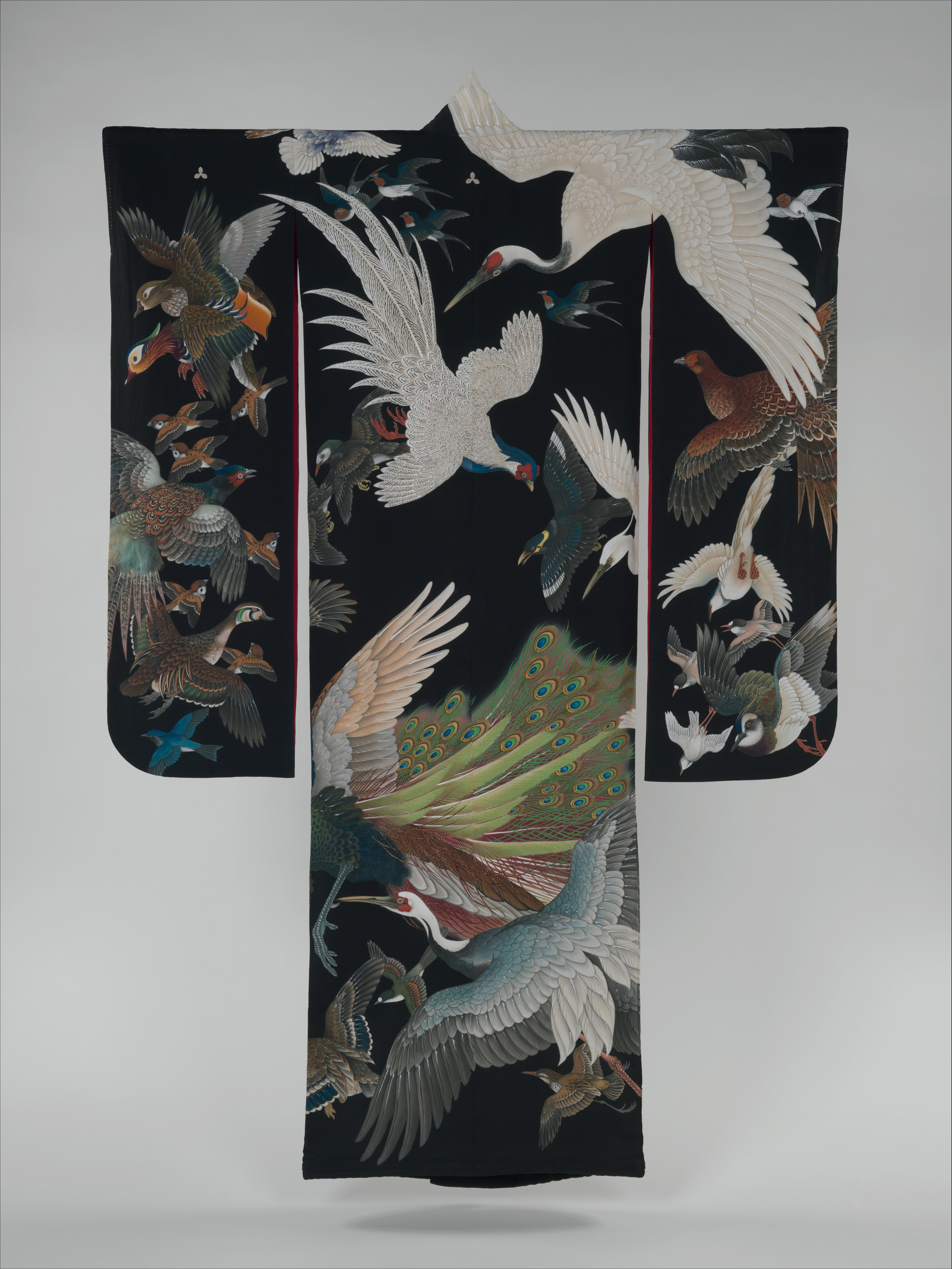
Kimono được trang trí hình đàn chim sải cánh, 1942, thuộc bảo tàng Nghệ thuật Metropolitan